# Bandeira de Jérsei

Bandeira de Jersey anterior a 1981

A bandeira de Jersey ou de Jérsia foi adotada pelos Estados de Jersey em 12 de junho de 1979, proclamado pela Rainha em 10 de dezembro de 1980 e primeira vez apresentada oficialmente em 1 de abril de 1981.

## Características
A bandeira é um retângulo branco de proporção largura-comprimento de 3:5 com uma Cruz de Santo André vermelha prorrogada para os cantos do pavilhão. No quadrante superior há um escudo vermelho com três leões em ouro voltados para a esquerda e, sobre o escudo, uma coroa também em ouro. O vermelho da bandeira é a cor pantone 185C e o amarelo-ouro 108C.

## Simbolismo
A Cruz de Santo André é um símbolo de Jersey desde o século XIII. O escudo com a coroa antiga é similar ao da Dinastia Plantageneta.

## Bandeira do Tenente-Governador

Bandeira do Tenente-Governador

O Tenente-Governador para o território é o chefe de governo de Jersey e possui bandeira própria. Seu desenho é uma bandeira da União com o seu brasão de armas ao centro. Esse design é semelhante às bandeiras de outros Governadores nos territórios ultramarinos britânicos.